# Caudipteryx dongi
Caudipteryx dongi (gr. "cola emplumada de Zhiming Dong") es una especie del género extinto Caudipteryx de dinosaurio terópodo caudiptérido, que vivieron a principios del período Cretácico, hace aproximadamente 125 millones de años, en el Barremiense, en lo que hoy es Asia. Fue descrita en el año 2000 por Zhou, Z. y Wang, X., a partir del espécimen IVPP V.12344, un esqueleto parcial de un individuo, con extremidades anteriores casi completas, extremidades posteriores, pelvis e impresiones de plumas, descubierto en la Formación Yixian del área de Sihetun en la provincia de Liaoning noreste de China